# Meriwether Jeff Thompson
Pour les articles homonymes, voir Thompson.
Meriwether Jeff Thompson (22 janvier 1826 - 5 septembre 1876) est un brigadier général dans la Missouri State Guard pendant la guerre de Sécession. Il sert dans l'armée confédérée en tant que commandant de cavalerie, et a eu la distinction inhabituelle qu'un navire de la marine confédérée soit baptisée en son honneur.

## Avant la guerre
- Père : Meriwether Thompson, n. vers 1790
- Mère : Martha Slaughter Broaddus, n. vers 1800
- Femme : Emma Catherine Hays, n. vers 1830, la Nouvelle-Orléans, en Louisiane.
- Enfants : Emma Catherine Thompson, n. 1850
- Source : D. A. R. Vol. 59, pg., 272

Meriwether Jeff Thompson naît à Harpers Ferry, en Virginie, maintenant Virginie-Occidentale dans une famille avec une forte tradition militaire des deux côtés. Thompson reçoit une formation de base de tactique militaire à Charleston, Caroline du Sud, mais n'est pas nommé dans une académie militaire. À la suite de sa formation, il trouve un emploi comme commis de magasin dans plusieurs villes de Virginie et Pennsylvanie. Il s'installe à Liberty, Missouri, en 1847, et St. Joseph, l'année suivante, commençant comme un commis de magasin avant de faire de l'arpentage et servir comme ingénieur de la ville. Plus tard, il supervise la construction de la branche ouest du chemin de fer d'Hannibal & St. Joseph. Il épouse Emma Hayes en 1848. Thompson est maire de St. Joseph de 1857-1860. Il préside la cérémonie d'inauguration de la première course du Pony Express, le 3 avril 1860. Thompson acquiert également une attention nationale en mai 1861, lorsqu'il descend un drapeau de l'Union du mât du bureau de poste de St. Joseph et le jette à la foule en colère de sympathisants du sud qui le déchiquette en morceaux.

## Guerre de Sécession
Thompson est un colonel dans la milice de l'État du Missouri lors du déclenchement de la guerre de Sécession. À la fin de juillet 1861, il est nommé brigadier général de la première division, de la Missouri State Guard. Il commande le premier district militaire du Missouri, qui couvre les rives marécageuses du quart sud-est de l'État de St. Louis jusqu'au fleuve Mississippi. Le bataillon de Thompson devient rapidement connu comme les « rats du marais » pour leurs exploits. Il acquiert une renommée en tant que « renard du marais de la Confédération ». Bien que Thompson demande souvent d'obtenir le grade confédéré de brigadier général, il ne lui est jamais accordé. Son grade de brigadier vient de son service au sein de la garde de l'État du Missouri.
Lorsque le général de l'Union John C. Fremont émet une proclamation d'émancipation visant à libérer les esclaves dans le Missouri, Thompson déclare une contre-proclamation et sa force de 3 000 soldats commence des raids contre les positions de l'Union, près de la frontière en octobre. Le 15 octobre 1861, Thompson mène une attaque de cavalerie contre le pont du chemin de fer d'Iron Mountain au-dessus de la Big River à proximité de Blackwell dans le comté de Jefferson. Après l'incendie du pont, Thompson retraite pour rejoindre son infanterie à Fredericktown. Peu de temps après, il est vaincu lors de la bataille de Fredericktown et se retire, laissant le sud-est du Missouri au contrôle de l'Union.
Après avoir commandé brièvement des navires-béliers dans la flotte fluviale confédérée en 1862, Thompson est réaffecté dans la région du Trans-Mississippi. Là, il est engagé dans un certain nombre de batailles, avant de retourner en Arkansas, en 1863, pour accompagner le général. John S. Marmaduke lors de son raid dans le Missouri. Thompson est capturé en août en Arkansas, et passe du temps dans la prison de Gratiot Street à Saint Louis, ainsi que dans les camps de prisonniers de guerre du fort Delaware et de Johnson's Island, (« Poor old Jeff, how my heart went out to him; he a prisoner and his devoted wife in a madhouse. » Source : My Life and My Lectures by Major Lamar Fontaine, a prisoner with M. Jeff Thompson in Fort Delaware, p. 238)
Finalement, il est échangé en 1864 avec un général de l'Union. Plus tard dans l'année, Thompson participe à l'expédition du Missouri du major général Sterling Price, prenant le commandement de la célèbre « Iron Brigade » de « Jo » Shelby quand Shelby devient commandant de division.
Il sert avec compétence dans ce rôle.

### Reddition
En mars 1865, Thompson est nommé commandant du sous-district du Nord de l'Arkansas. Le brigadier-général Thompson accepte la reddition de son commandement à Chalk Bluff, Arkansas le 11 mai 1865, et accepte d'avoir ses hommes rassemblés à Wittsburg et Jacksonport pour déposer leurs armes et être libérés sur parole. Le commandement de Thompson est largement dispersé dans tout le nord-est de l'Arkansas, plus pour des raisons de disponibilités en fourrage qu'autre chose. Environ un tiers de ses hommes refuse de se rendre. La brigade du Missouri de Shelby, avec des éléments des brigades du Missouri de Green et de Jackman, part pour le Mexique. Certaines unités du Missouri se dissolvent plutôt que de rendre leurs couleurs. Beaucoup d'hommes rentrent simplement chez eux.
Alors que la plupart des hommes sur les listes des libérés sur parole de Jacksonport servent réellement dans l'unité avec laquelle ils se rendent, certains hommes sont rattachés à divers régiments dans le seul but de se rendre. Quelques-uns n'ont sans doute jamais servi, sauf en marchant avec leurs parents et voisins à Jacksonport pour recevoir les documents de libération, qui sont censés offrir aux anciens confédérés un certain degré de protection contre une arrestation ou capture ultérieure.

## CSSGénéral M. Jeff Thompson
Un navire de la marine confédérée, le CSS Général M. Jeff Thompson, est nommé en l'honneur de Thompson. Le bateau à vapeur à aubes latérales est converti à la Nouvelle-Orléans en bateau-bélier « cottonclad » au début de 1862. Il entre en service en avril et est envoyé sur le fleuve Mississippi pour rejoindre la flotte défensive du fleuve dans les eaux du Tennessee, participant à sa première action lors de la bataille de Plum Point Bend (en). Après avoir pris feu par des tirs des navires de guerre de l'Union lors de la bataille de Memphis, le 6 juin 1862, le navire s'échoue et explose rapidement.

## Après la guerre
Après la guerre, Thompson part pour la Nouvelle-Orléans, où il retourne au génie civil. Il conçoit un programme pour l'amélioration du marais de Louisiane, un travail qui finit par ruiner sa santé. Il retourne à St. Joseph, Missouri, en 1876, où il succombe à la tuberculose. Il est enterré au cimetière du Mount Mora à St. Joseph, Missouri.